# Montecorvino Pugliano
Montecorvino Pugliano est une commune italienne de la province de Salerne, dans la région Campanie.

## Administration
| Période                                  | Période | Identité          | Étiquette | Qualité |
| ---------------------------------------- | ------- | ----------------- | --------- | ------- |
| 26/05/2019                               | 2023    | Alessandro Chiola | Avanti    |         |
| Les données manquantes sont à compléter. |         |                   |           |         |

### Hameaux
Les hameaux sont situés sur le mont Corvino : Pugliano, Santa Tecla, Torello, San Vito, Bivio Pratole, Pagliarone. Sur la colline, on trouve les localités suivantes : Condolizzi, Condorelli, Pendazzi, Pendazzelli, Santesi e Sorbo.

### Communes limitrophes
Bellizzi, Giffoni Valle Piana, Montecorvino Rovella, Pontecagnano Faiano.